# C-Stoff
 (septembre 2024).
Si vous disposez d'ouvrages ou d'articles de référence ou si vous connaissez des sites web de qualité traitant du thème abordé ici, merci de compléter l'article en donnant les références utiles à sa vérifiabilité et en les liant à la section « Notes et références ».
Le C-Stoff (en français : « substance C ») était le nom de code allemand désignant un ergol réducteur utilisé pour former un carburant pour moteur-fusée durant la Seconde Guerre mondiale. 
Il s'agissait d'un mélange d'environ 57 % de méthanol CH3OH et 43 % d'hydrate d'hydrazine N2H4•H2O (fractions massiques), avec un « catalyseur 431 » K3[Cu(CN)4].

## Historique
Le C-Stoff a été créé par le Kommanditgesellschaft Hellmuth Walter en Allemagne durant la Seconde Guerre mondiale.

## Principe
Il était conçu pour être utilisé avec le T-Stoff (un concentré de peroxyde d'hydrogène) comme comburant.
La proportion des composants du C-Stoff a été développée pour catalyser la décomposition du T-Stoff, pour favoriser la combustion de l'oxygène dégagée lors de la décomposition, et pour soutenir la combustion uniforme de l'hydrazine.

## Inconvénients
Le couple T-Stoff / C-Stoff étant hypergolique, la plus grande vigilance s'imposait lors du remplissage des réservoirs des avions-fusée Messerschmitt 163B, d'autant que ces deux ergols sont d'apparence semblable : les explosions et incendies lors des opérations de maintenance étaient nombreux. 
De surcroît, le T-Stoff était plutôt corrosif, tandis que le C-Stoff était naturellement inflammable et cancérogène, ce qui rendait la manipulation de ces produits singulièrement délicate.